# Turpinia macrosperma
Turpinia macrosperma là một loài thực vật có hoa trong họ Staphyleaceae. Loài này được C.C. Huang miêu tả khoa học đầu tiên năm 1979.